# Rima San Giuseppe

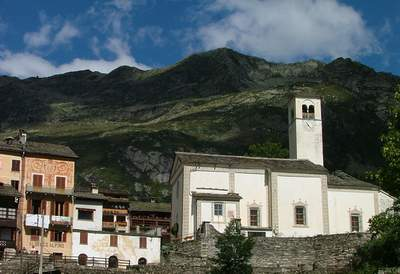
Imatge de la poblacio italiana de Rima San Giuseppe.

Rima San Giuseppe (alemany Arrimmu) és un municipi italià, situat a la regió del Piemont. L'any 2007 tenia 76 habitants. És un dels municipis de la minoria walser. Limita amb els municipis d'Alagna Valsesia, Boccioleto, Carcoforo, Macugnaga (VB), Mollia, Rimasco i Riva Valdobbia.

## Administració
| Període | Identitat        | Partit        |
| ------- | ---------------- | ------------- |
| 2004-   | Pietro Bolongaro | Llista cívica |